# 杨舒乡
杨舒乡，是中华人民共和国陕西省延安市洛川县一个已撤销的乡级行政区，2015年，陕西省民政厅批复同意撤销杨舒乡，将其所辖行政区域划归老庙镇。